# 奧州探題
奥州探題（羅馬字：Ōshū Tandai）是室町時代至日本戰國時代中幕府的地方官制。為了代替守護而設置。奥州一般是指陆奥（青森、岩手、宮城、福島）。与同属東北地方的出羽（即羽州，秋田、山形）合称奥羽。

## 概要

### 室町時代
前身為奥州總大將、奥州管領等職位。元中9年／明德3年（1392年），第3代將軍足利義滿與鐮倉公方足利氏滿和解，鐮倉府的管國亦被加增陸奥、出羽兩國，奥州管領職被廢止。陸奥、出羽的國人眾亦被附上伺候鐮倉府的義務。
應永6年（1399年），鐮倉公方足利滿兼指派弟弟滿貞和滿直二人下向並成為稻村御所、篠川御所。但是在這個時候，將軍與鐮倉公方的關係開始惡化，幕府使關東地方和奥州中，在鐮倉府時代與之對立的有力國人成為京都扶持眾，令他們直臣化以對抗鐮倉公方。
應永7年（1400年），大崎詮持被任命為奥州探題。以後這職位就由大崎氏世襲。
但是原本在奥州中，有力國人持有著各郡的軍勢催促、軍忠狀証判和報告、使節遵行等與守護並行的強大權限，南半部由鐮倉府的分身笹川、稻村御所所據，内部亦有伊達氏和蘆名氏等京都扶持眾與幕府直接連結，強力的支配是不可能的。這些有力國人把自己支配的各郡領國化，然後再成為戰國大名。為了對抗這些國人，大崎氏把自己直接支配的領域實行領國化，自身亦成為了有力的國人眾。

### 戰國時代
大永2年（1522年），伊達稙宗被任命為陸奥國守護職。因此大崎氏世襲的奥州探題制在事實上終止。此後伊達氏把大崎氏壓倒並置其於支配之下。
在日本戰國時代中，作為幕府形式上的職位，弘治元年（1555年），稙宗的兒子晴宗被任命為奥州探題。室町幕府滅亡後，成為伊達氏當主的伊達政宗（晴宗的孫兒）亦自稱奥州探題。天正18年（1590年），政宗在臣服於豐臣政權後，把奥州探題的稱號返還。另一方面，沒有表明臣從的大崎氏被豐臣秀吉攻滅。因此奥州探題制在名實上都宣告終焉。

## 其他
另外，斯波家兼的兒子兼賴在延文年間（1356年—1360年）成為出羽國按察使而下向出羽。後來被稱為羽州探題，子孫是最上氏。